# Enseñame a vivir
Enseñame a vivir fue una telecomedia argentina producida por Pol-ka y emitida por Canal 13 en 2009. Fue protagonizada por Pablo Rago y Violeta Urtizberea. Coprotagonizada por Felipe Colombo, Jorge Suárez, Patricia Echegoyen, Pepe Monje, Laura Cymer, Fernando Dente y Jessica Becker. Antagonizada por Agustina Lecouna y Laura Azcurra. También, contó con las actuaciones especiales de los primeros actores Germán Kraus, Ana María Picchio y Adela Gleijer. Y la presentación de Julieta Zylberberg.

## Sinopsis
Hace 20 años, las plácidas vacaciones de la familia Fernández Salguero –un matrimonio millonario y su pequeña hija, Clodine (Violeta Urtizberea)- se transformaron en el inicio de una historia de amor, odio y mentiras.
El viaje de vuelta a Buenos Aires se convierte en tragedia cuando el jet en el que viajaba la familia, junto a sus sirvientes –el matrimonio Benítez junto a su pequeña hijita, Lorena Beatriz (Julieta Zylberberg)- sufre un desperfecto técnico y se estrella en medio de la selva. Los únicos sobrevivientes son los sirvientes y las dos pequeñas niñas.
Los Benítez, al ver que Clodine/Asaí quedará huérfana, deciden abandonarla en medio de la selva, regresar a Buenos Aires y entregar a su hijita, Lorena Beatriz, a Amanda Fernández (Adela Gleijer) Salguero diciéndole que ella es su nieta y así asegurarle un futuro promisorio a su pequeña hija. 20 años más tarde, Clodine se convierte en una joven orgullosa y superficial inmersa en un mundo de lujos. Pero su suerte cambiará cuando los diarios anuncien el titular menos esperado: una joven, conocida como “La niña de la jungla” ha logrado sobrevivir veinte años en la selva criada por unos monos. Al escuchar la noticia, Amanda decide traer a la joven llamada Asaí a vivir a su casa, ya que su historia le recuerda el trágico accidente en el que perdió a su hijo y a su nuera. De ahí en más, los Benítez vivirán pendientes de que su secreto no quede al descubierto y se devele, al fin, la verdadera identidad de las niñas. Pero Asaí y Clodine, no solo estarán unidas por un pasado común ni se enfrentarán solamente por el amor de Amanda, sino también por el de Lucas Linares (Pablo Rago), un joven y apuesto profesor.
Clodine no tardará en enamorarse de Lucas y, muy empecinada, intentará conseguir su amor por todos los medios. Sin embargo, él se fijará en Asaí y se embarcará en la tarea de enseñarle a comportarse como “una señorita”. La conexión entre ambos se hará evidente y poco a poco, separarlos se convertirá en el único objetivo de Clodine. Pronto Clodine se da cuenta de a quien ama en realidad es a Cristóbal Linares (Felipe Colombo) y que, aunque no quiera aceptarlo, es correspondido. Ambos comienzan la segunda historia de amor más tierna de la novela; finalmente se casan y son padres de trillizas.
Pero Asaí no tendrá el camino libre con Lucas: la llegada de Luján (Agustina Lecouna), la sobrina de Amanda y prima de Clodine hace que Lucas se enamore de ella. Este encuentro irritó a Asaí, quien no tardó en demostrar sus inocentes celos. Luján se casará con Lucas, pero más tarde al descubrir que su marido no la ama realmente comienza a enloquecer, e intenta hacer miles de maldades contra Asaí.

## Elenco
- Pablo Rago como Lucas Antonio Linares.
- Violeta Urtizberea como Asaí Benítez/Clodine Fernández Salguero.
- Felipe Colombo como Cristóbal Amadeo Linares.
- Jorge Suárez como Félix Argentino Benítez.
- Patricia Etchegoyen como Emilia Benítez.
- Laura Azcurra como Marcela Correale.
- Germán Kraus como Manuel Goyena.
- Pepe Monje como Ángel Farsa.
- Ana María Picchio como Pomona.
- Julieta Zylberberg como Clodine Fernández Salguero/Lorena Beatriz Benítez.
- Laura Cymer como Roxana "Ro".
- Fernando Dente como Miguel Ángel "Macu".
- Jessica Becker como Noemí.
- Adela Gleijer como Amanda Fernández Salguero.
- Ana María de Mateo como Irma.
- Valeria Lorca como Ana.
- Daniela Aita como Chipsy.
- Sabrina Macchi como Jessica.
- Josefina Pieres como Compañera de Asaí.
- Benjamín Alfonso como Benjamín Buzzi.
- Linda Peretz como Isabel.
- Ernesto Claudio como Nicolino.
- Leo Kreimer como El Productor.
- Eliseo Barrionuevo como El Paseaperros.
- Roberto Antier como Miguel (padre de Macu).
- Andrea Barbieri como María de las Mercedes (madre de Macu).
- Paula Kohan como Pamela.
- Chachi Tedesco como Chachi.
- Agustina Lecouna como María Luján Fernández Salguero.
- Coco Maggio como Ignacio "Nacho" Miguens.
- Francisco Bass como Tomás "Toto" González Iriarte.
- Santiago Ramundo como Santiago.
- Carlos Nieto como Juan Aguirre.
- Esteban Prol como Dominique.
- Gustavo Maso como Inspector Soriano.
- Luciana Lifschitz como La Enfermera.
- Mario Salvatti como El Profesor de Taekwondo.

## Personajes
- Clodine "Asaí" Fernández Salguero (Violeta Urtizberea): Es una chica muy dulce, soñadora que se crio en la selva copiando a los monos. Está enamorada de Lucas y todas las noches sueña con él. Es pura y franca, va de frente y dice las cosas sin pelos en la lengua, aprende demasiado rápido junto a su profesor y se lleva muy bien con todo el mundo. Es la verdadera heredera de la fortuna de los Fernández Salguero, pero no lo sabe.

- Lucas Linares (Pablo Rago): Es profesor en el Marco Polo, y particular de Clodine. Él le enseñó a Asaí todo lo que sabe. Desde el primer día en que la conoció sintió algo por ella, pero no lo quiere reconocer. Se casó con Luján para olvidarse de Asaí pero no lo logró, y finalmente terminó casado con la mujer de sus sueños.

- Lorena Beatriz "Clodine" Benítez (Julieta Zylberberg): Malcriada, egocéntrica, ególatra, desubicada. Típica chica que quiere y tiene todo, tiene dos amigas que son más huecas que ella, Ro y Chipsy. Odia a Asaí porque dice que le saca a todos en la casa incluso a Lucas, de quien está enamorada. Más tarde descubre que a quien ama realmente es a Cristóbal, y entre idas y vueltas terminan casándose y teniendo trillizas.

- Cristóbal Linares (Felipe Colombo): Es el hermano de Lucas. Seductor como pocos, seduce a todas las chicas que encuentra en su camino, pero está empezando a sentir algo fuerte por Clodine. Es el chofer de la mansión Fernández Salguero, pero a la vez es muy vago. Vive tirándole indirectas a Lucas sobre que tendría que decirle a Asaí todo lo que siente por ella, para poder así estar juntos. Se casa con Clodine y es padre de trillizas.

- Pomona (Ana Maria Picchio): Dama de compañía de la señora Amanda, es una gran amiga y casi como una madre para Asaí. La cuida mucho, y solamente quiere su bien, la ayuda en todo lo que necesita y junto a Amanda y Goyena la protege de Benítez. Pomona está enamorada de Goyena.

- Félix Benítez (Jorge Suárez): Es el mayordomo de la mansión desde hace 20 años al igual que su esposa Emilia; es egocéntrico y le fascina el dinero y junto con su aliado el doctor Farsa, hará todo lo necesario para cobrar la fortuna de los Fernández Salguero. Cuando ve que no lo consigue, decide cambiar y dedicarse a su familia que es lo que más quiere en realidad.

- Emilia Benítez (Patricia Etchegoyen): Mucama de la casa Fernández Salguero. Es la madre de Clodine, pero el intercambio de bebés de hace 20 años no deja que ella pueda estar con su "niña Clodine". Es paranoica, asustadiza y miedosa por tener que guardar ese gran secreto desde hace tantos años. Vive dentro de la mansión todo el tiempo.

- Amanda Fernández Salguero (Adela Gleijer): Abuela de Clodine, siempre consintió a su nieta y ahora se está dando cuenta de su error. Piensa que no puede remediar lo que hizo con Clodine, ya que la sobreprotegió durante muchos años por el hecho de que sus padres hayan muerto en un accidente. Siente a Asaí como una nieta más, su dama de compañía es Pomona y su apoderado Goyena. Además Farza, es su abogado.

- Manuel Goyena (German Kraus): Apoderado de la familia Fernández Salguero, junto con Amanda y Pomona protegen a Asaí de Benítez. Está enamorado de Pomona.

- Ángel Farza (Pepe Monje): Es el abogado de la familia, le gusta el dinero y hará lo imposible por conseguir la fortuna Fernández Salguero. Finalmente se hace cura.

- Marcela Corriale (Laura Azcurra): Es profesora del Marco Polo, colegio al que va Asaí y Lucas enseña. Le mintió a Lucas haciéndole creer que estaba embarazada para que se quede con ella y le tiene celos a Asaí, usándola como puente para dañar a Lucas. Cuando Irma dejó la dirección de la escuela, ella la tomó e intentará hacer lo posible para que echen a Asaí de la escuela.

- Nacho (Coco Maggio): Novio de Asaí. Aparece en el Marco Polo luego de ser echado de varios colegios, es bastante problemático pero congenia muy bien con Asaí. Tuvo muchas novias pero nunca sintió por nadie lo que siente por ella, está cansado de tener que remar siempre él sabiendo que Asaí ama a Lucas. Se fue a Francia con Asaí y cuando volvieron quisieron casarse, pero Asaí recordó todo lo que sentía por Lucas y lo dejó. Él se volvió a Francia.

- Luján Fernández Salguero (Agustina Lecouna): Llegó de París hace unos meses mostrando ser una persona amable, de buenos modales y con un exquisito concepto de la moda. Luego conoció a Lucas y se llevaron muy bien, y terminaron casándose, pero enfurece cuando se entera de que Lucas y Asaí están enamorados, entonces el separarlos va a ser su único objetivo. Esta obsesión hará que padezca trastornos mentales.

- Miguel Ángel "Macu" (Fernando Dente): Es profesor de música en el Marco Polo, y además intenta lograr una carrera como cantante. Grabó un CD y un video. Está enamorado de Asaí, e incluso fueron novios un tiempo, pero sabe que ella ama a Lucas, por lo que decidió alejarse.

- Chipsy (Daniela Aita): Mejor amiga inseparable de Clodine y Ro; es una adinerada que siempre obtiene lo que quiere aunque nunca este conforme con nada.

- Ro (Laura Cymer): Amiga inseparable de Clodine y Chipsy. A pesar de que no es una joven agraciada, tiene un ego tan alto que no es consciente de la imagen que le devuelve el espejo. Es muy hueca. Es preceptora en el Marco Polo. Sus padres tienen una peletería.

- Noemí (Jessica Becker): Es la empleada doméstica de los Fernández Salguero.

## Banda sonora
El CD de la banda sonora de la tira "Enséñame a vivir" fue lanzado el lunes 6 de julio de 2009. Editada por el sello Leader Music, la placa presenta las composiciones que se pueden escuchar en la ficción.

## Lista de canciones
| #  | Nombre                 | Intérpretes                          | Escritor                                                          |  |
| -- | ---------------------- | ------------------------------------ | ----------------------------------------------------------------- |  |
| 1  | Enséñame a vivir       | Carolina De La Muela, Fernando Dente | Carolina De La Muela, Javier Calequi, Juan Leive, Sebastián Miras |  |
| 2  | Aprendiendo junto a ti | Mercedes Calviello                   | Nicolás Guerrieri, Juan Leive, Julia Pisati                       |  |
| 3  | Sólo junto a vos       | Fernando Dente                       | Nicolás Repetto, Panchi Quesada, Nicolás Guerrieri                |  |
| 4  | Hay algo en vos        | Fernando Dente                       | Nicolás Repetto, Panchi Quesada, Nicolás Guerrieri, Julia Pisati  |  |
| 5  | El bosque              | Emanuel Ntaka                        | Emanuel Ntaka                                                     |  |
| 6  | Fácil de olvidar       | Sandra Baylac                        | Sandra Baylac, Mariano Aja Espil                                  |  |
| 7  | Rezo por vos           | Florencia Ciarlo                     | Santiago Varde, Miguel Senini, Juan Leive                         |  |
| 8  | Me quise enamorar      | Anabella Raap                        | Danny , Ximena                                                    |  |
| 9  | Una oportunidad        | María Antonella López Piñeyro        | Santiago Varde, Miguel Senini, Juan Leive, Sebastián Miras        |  |
| 10 | Lágrimas               | Emanuel Ntaka                        | Emanuel Ntaka                                                     |  |
| 11 | Hoy te encontré        | Melina Martínez                      | Mariano Gurvich                                                   |  |
| 12 | Quiero ser             | Beto Cordeu                          | Nicolás Repetto, Panchi Quesada, Nicolás Guerrieri, Julia Pisati  |  |
| 13 | Solo tu amor           | Emanuel Ntaka                        | Emanuel Ntaka                                                     |  |
| 14 | Asaí                   | Carolina De La Muela                 | Carolina De La Muela                                              |  |

## Premios y nominaciones
| Año  | Premio               | Categoría                      | Programa                                                | Resultado |
| ---- | -------------------- | ------------------------------ | ------------------------------------------------------- | --------- |
| 2009 | Premio Clarín        | Artista Revelación             | Julieta Zylberberg                                      | Ganadora  |
| 2009 | Premio Martín Fierro | Actriz protagonista de Comedia | Violeta Urtizberea                                      | Nominada  |
| 2009 | Premio Martín Fierro | Actor Protagonista de Comedia  | Pablo Rago                                              | Nominado  |
| 2009 | Premio Martín Fierro | Actriz de reparto en Comedia   | Ana María Picchio                                       | Nominada  |
| 2009 | Premio Martín Fierro | Actriz de reparto en Comedia   | Patricia Etchegoyen también ganadora por Por amor a vos | Ganadora  |